# Portugal en los Juegos Paralímpicos de Tokio 2020
Portugal estuvo representado en los Juegos Paralímpicos de Tokio 2020 por un total de 33 deportistas, 23 hombres y 10 mujeres.

## Medallistas
El equipo paralímpico portugués obtuvo las siguientes medallas:
| Nombre          | Deporte    | Evento             |
| --------------- | ---------- | ------------------ |
| Oro             |            |                    |
| —               |            |                    |
| Plata           |            |                    |
| —               |            |                    |
| Bronce          |            |                    |
| Miguel Monteiro | Atletismo  | Peso F40 masculino |
| Norberto Mourão | Piragüismo | VL2 masculino      |